# Proceraea aurantiaca
Proceraea aurantiaca är en ringmaskart som först beskrevs av Jean Louis René Antoine Édouard Claparède 1868.  Proceraea aurantiaca ingår i släktet Proceraea och familjen Syllidae. Arten har ej påträffats i Sverige. Inga underarter finns listade i Catalogue of Life.